# Heinrich Karpp
Heinrich Karpp (* 10. Dezember 1908 in Köln-Nippes; † 6. Juni 1997) war ein deutscher evangelischer Theologe und Hochschullehrer.

## Leben
Heinrich Karpp wurde im heutigen Köln als Sohn von Katharine Karpp, geborene Rose, und des Obersteuerinspektoras Johannes Karpp geboren. Er studierte in Bonn, München und Marburg Klassische Philologie, Philosophie und Theologie. Von 1933 bis 1956 war er im höheren Schuldienst. Nach den Promotionen 1933 zum Dr. phil. an der Universität Marburg und 1942 zum Lic. theol. an der Philipps-Universität Marburg wurde er 1950 an der Universität Bonn Privatdozent, 1956 außerplanmäßiger Professor, 1958 außerordentlicher Universitätsprofessor und 1959 ordentlicher Universitätsprofessor für Religionspädagogik und Kirchengeschichte. Seine Emeritierung erfolgte 1974. Heinrich Karpp war ab 1935 mit Elfriede Karpp, geborene Köster, verheiratet und lebte in Sankt Augustin. Er hatte vier Kinder.

## Schriften (Auswahl)
- Untersuchungen zur Philosophie des Eudoxos von Knidos. 1933.
- Probleme altchristlicher Anthropologie. Biblische Anthropologie und philosophische Psychologie bei den Kirchenvätern des 3. Jahrhunderts. Gütersloh 1950. OCLC 265540457.
- Schrift und Geist bei Tertullian. Gütersloh 1955. OCLC 265671076.
- als Hrsg.: Die frühchristlichen und mittelalterlichen Mosaiken in S. Maria Maggiore zu Rom. 1966.
- mit Herwig Görgemanns: Origenes: Vier Bücher von den Prinzipien (= Texte zur Forschung. Band 24). Herausgegeben, übersetzt, mit kritischen und erläuternden Anmerkungen versehen. Wissenschaftliche Buchgesellschaft, Darmstadt 1976, ISBN 3-534-00593-7.
- als Hrsg.: Vom Umgang der Kirche mit der Heiligen Schrift. Gesammelte Aufsätze. Köln 1983, ISBN 3-412-06383-5.
- Schrift, Geist und Wort Gottes. Geltung und Wirkung der Bibel in der Geschichte der Kirche. Von der Alten Kirche bis zum Ausgang der Reformationszeit. Wissenschaftliche Buchgesellschaft, Darmstadt 2005, ISBN 3-534-18997-3.